# Nesta Webster
 (octobre 2020).
Nesta Helen Webster, née le 24 août 1876 et morte le 16 mai 1960, est une essayiste britannique membre du British Union of Fascists d'Oswald Mosley, connue pour ses écrits conspirationnistes, antimaçonniques et antisémites.

## Biographie

### Origines
Nesta Webster est la cadette d'une famille de 14 enfants.
Née Nesta Bevan, elle est la plus jeune fille de Robert Bevan, un ami du cardinal Manning. Sa mère est la fille d'un évêque anglican.

### Formation et écrits politiques
Elle fait ses études au Westfield College, puis voyage notamment en Inde, en 1914, où elle fait la connaissance de son futur mari (surintendant de la police britannique).
Elle étudie l'histoire avec en point de mire l'étude des révolutions. C'est à ce moment qu'elle est sollicitée pour donner des conférences devant des officiers et des membres des services secrets britanniques. C'est à leur demande qu'elle va écrire La Révolution mondiale, le complot contre la civilisation.
Après avoir écrit une analyse du judaïsme et de la franc-maçonnerie, elle est citée respectueusement par Winston Churchill qui parle de : « Ce mouvement parmi les Juifs… dont Mme Webster a si bien démontré qu'il a joué un rôle éminent dans la tragédie de la Révolution française ».
À la même époque, elle est aussi membre de la British Union of Fascists dirigée par Oswald Mosley.

### Autres écrits et prises de position
Nesta Webster a également publié des mises en garde contre les dangers du communisme.
Elle écrit aussi Allemagne et Angleterre dans lequel elle suggère qu'Adolf Hitler a tenté d'empêcher une prise de contrôle mondiale par les Juifs.
De plus, elle montre un intérêt intermittent et assez critique envers le féminisme.
Elle meurt à l'âge de 83 ans.

## Publications
Essais
- The Revolution of 1848 (La Révolution de 1848)  (ISBN 1-4253-7315-1)
- World revolution; the plot against civilization (La révolution mondiale, le complot contre la Civilisation). London: Constable and company ltd., 1921. Edité en français en 2006 aux éditions Saint-Remi
- Secret societies and subversive movements (Sociétés secrètes et mouvements subversifs), Kessinger Publishing (January 2003)  (ISBN 0-7661-3066-5)
- The French terror and Russian bolshevism (La Terreur française et le Bolchevisme russe), Publisher: [London, Boswell Print. and Pub. Co., 1920?] (OCLC 22692582)
- The Chevalier De Boufflers a Romance of the French Revolution (Le chevalier de Boufflers, une histoire d'amour durant la Révolution française), E.P. Dutton & Co., New York, 1926.
- Boche and Bolshevik, with Kurt Kerlen (Les Boches et les Bolcheviques)  (ISBN 1-4179-7949-6)
- Louis XVI and Marie Antoinette before the Revolution (Louis XVI et Marie Antoinette avant la Révolution) , G.P. Putnam's sons 1937. 319 pp.
- Marie-Antoinette intime (Idem en français)  (ISBN 2-7103-0061-3) réédité aux éditions Saint-Remi en 2008
- The Socialist Network (Le réseau socialiste), London, Boswell Printing & Publishing Co., 1926. Reprint: Boswell, 1933; Sudbury, Bloomfield (1989?);.  (ISBN 0-913022-06-3), Noontide Press, 2000. 152 pages.

Nouvelle
Sous le pseudonyme de Julian Sterne, The secret of the zodiac. Bolshevists and Freemasons destroy the British Empire (Le secret du Zodiaque, ou comment les Bolcheviques et les Francs-maçons détruisent l'Empire Britannique), London : Boswell Publishing Co., Ltd., 1933.